# Sidon (Mississippi)
Sidon é uma vila localizada no estado americano do Mississippi, no Condado de Leflore.

## Geografia
De acordo com o United States Census Bureau, a cidade tem uma área de 0,3 km², onde todos os 0,3 km² estão cobertos por terra.

### Localidades na vizinhança
O diagrama seguinte representa as localidades num raio de 28 km ao redor de Sidon.

## Demografia
Segundo o censo nacional de 2010, a sua população é de 509 habitantes e sua densidade populacional é de 1 637,72 hab/km². É a localidade mais densamente povoada do Mississippi. Possui 169 residências, que resulta em uma densidade de 543,76 residências/km².